# 吴微 (1930年)
吴微（1930年9月17日—2025年7月1日），男，江苏扬州人，中华人民共和国经济学家，中国人民大学应用经济学院教授。主要从事宏观经济计划管理领域研究。

## 生平
1949年3月，进入中共华中工委创办的华中大学学习，后进入中国人民解放军三十一军工作队、苏南行政公署松江专员公署财经处农税科工作。1956年至1960年，就读于中国人民大学经济计划系，毕业后留校任助教。文化大革命时期，人民大学停办，吴微被下放至江苏太仓浮桥中学、苏州地区农业大学工作。1977年至1979年，任国家建筑材料工业总局政策研究室研究员。1979年，调回中国人民大学工作，历任国民经济计划教研室主任、计划统计系副主任、计划统计系主任、计划统计学院副院长等职。1990年6月晋升教授。1994年，与李震中等合编《宏观经济管理学》。1995年，与武少俊合编《国家计划学》。1998年，“京郊三县国民经济与社会发展战略规划研究”获北京市科学技术奖三等奖。2025年7月1日凌晨在北京逝世。